# Maryam Touzani
Maryam Touzani (in arabo مريم التوزاني‎?, Maryam at-Tūzānī; Tangeri, 1980) è una regista e sceneggiatrice marocchina.

## Biografia
Nata e cresciuta a Tangeri, figlia di padre berbero e madre araba, in seguito agli studi a Londra lavora come giornalista. Tornata in Marocco, conosce durante un'intervista il regista Nabil Ayouch, suo futuro marito.
Si avvicina al cinema con ambizioni giornalistiche, dirigendo cortometraggi sulla condizione della donna in Marocco come Quand ils dorment (2011), su una bambina che sfida le tradizioni locali per piangere il nonno defunto, o sul lavoro minorile, come Aya va à la plage (2015). Nel 2014 dirige il documentario sulla prostituzione Sous ma vieille peau, che dà origine l'anno seguente al film Much Loved, diretto dal marito.
Fa il suo esordio nel lungometraggio di finzione con Razzia (2017), che sceneggia insieme ad Ayouch e in cui interpreta anche il ruolo della protagonista Salima. Nel 2019 dirige il suo primo lungometraggio, Adam, "sul tema delle ragazze madri e il posto dei loro figli nella società", in concorso al Festival di Cannes 2019 nella sezione Un Certain Regard e selezionato come candidato marocchino all'Oscar al miglior film internazionale. Anche il successivo Il caftano blu (2022), un triangolo amoroso sul tema dell'omosessualità in Marocco, concorre a Un Certain Regard, diventando il primo film marocchino a vincervi il premio della critica internazionale, e viene proposto per l'Oscar, arrivando stavolta fino alla short-list delle candidature di dicembre.

## Filmografia

### Regista
- Quand ils dorment – cortometraggio (2011)
- Sous ma vieille peau – documentario (2014)
- Aya va à la plage – cortometraggio (2015)
- Adam (2019)
- Il caftano blu (Le Bleu du caftan) (2022)

### Sceneggiatrice
- Quand ils dorment, regia di Maryam Touzani – cortometraggio (2011)
- Aya va à la plage, regia di Maryam Touzani – cortometraggio (2015)
- Razzia, regia di Nabil Ayouch (2017)
- Adam, regia di Maryam Touzani (2019)
- Casablanca Beats (Haut et Fort), regia di Nabil Ayouch (2021)
- Il caftano blu (Le Bleu du caftan), regia di Maryam Touzani (2022)

### Attrice
- Razzia, regia di Nabil Ayouch (2017)